# Micrixalus specca
Espèce
Micrixalus specca est une espèce d'amphibiens de la famille des Micrixalidae.

## Répartition
Cette espèce est endémique du Karnataka en Inde. Elle se rencontre à Charmadi Ghats dans le district de Dakshina Kannada dans les Ghâts occidentaux.

## Description
Le mâle holotype mesure 22,8 mm.

## Étymologie
L'épithète spécifique specca vient du latin specca, moucheté, en référence à la coloration du dos de cette espèce.

## Publication originale
- Biju, Garg, Gururaja, Shouche & Walujkar, 2014 : DNA barcoding reveals unprecedented diversity in Dancing Frogs of India (Micrixalidae, Micrixalus): a taxonomic revision with description of 14 new species. Ceylon Journal of Science, Biological Sciences, vol. 43, no 1, p. 1－87 (texte intégral).